# Вапениця
Вапениця (пол. Wapienica)  — річка в Польщі, у Бельському повіті Сілезького воєводства. Права притока Іловниці, (басейн Балтійського моря).

## Опис
Довжина річки 20,6 км, найкоротша відстань між витоком і гирлом — 16,05 км, коефіцієнт звивистості річки — 1,29 . Формується багатьма безіменними струмками, загатами та частково каналізована.

## Розташування
Бере початок на північних схилах гори Столув та Блатні. Спочатку тече переважно на північний схід через заказник Явожина, село Вапеницю. Далі повертає на північний захід, тече через Русткі і у місті Чеховіце-Дзедзіце впадає у Іловицю, праву притоку Вісли.

## Цікавий факт
- Річка протікає територією Сілезьких Бескидів.
- У селі Вапениці річку перетинає залізниця. На лівому березі річки на відстані приблизно 411 м розташована залізнична станція Б'єльсько-Б'яла Вапениця.

## Історія
У 1932 році у верхів'ї річки побудовано греблю ім. Ігнація Мосцицького. Нині ця споруда носить назву Озеро Велькі Лонкі.

## Галерея

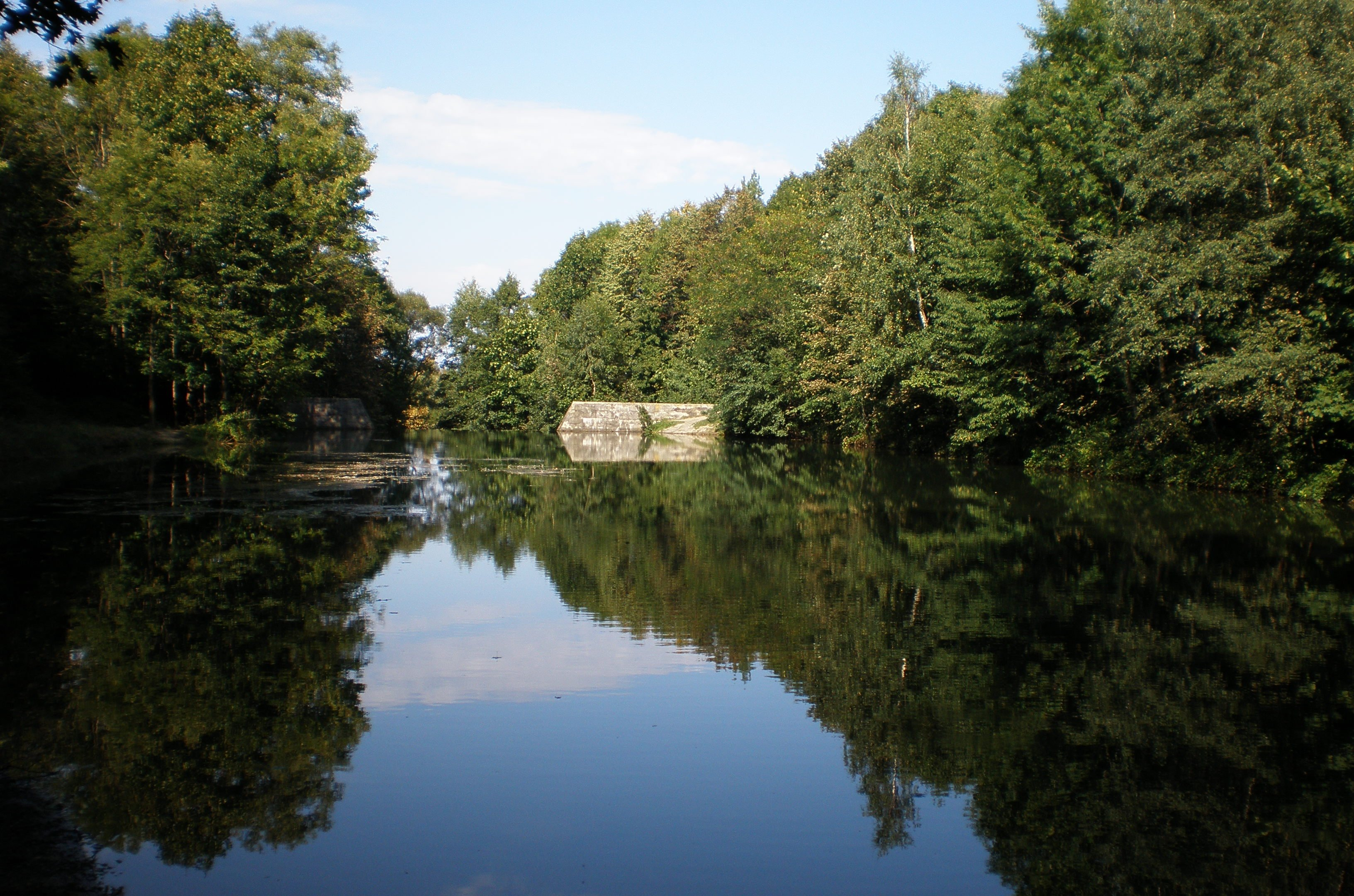
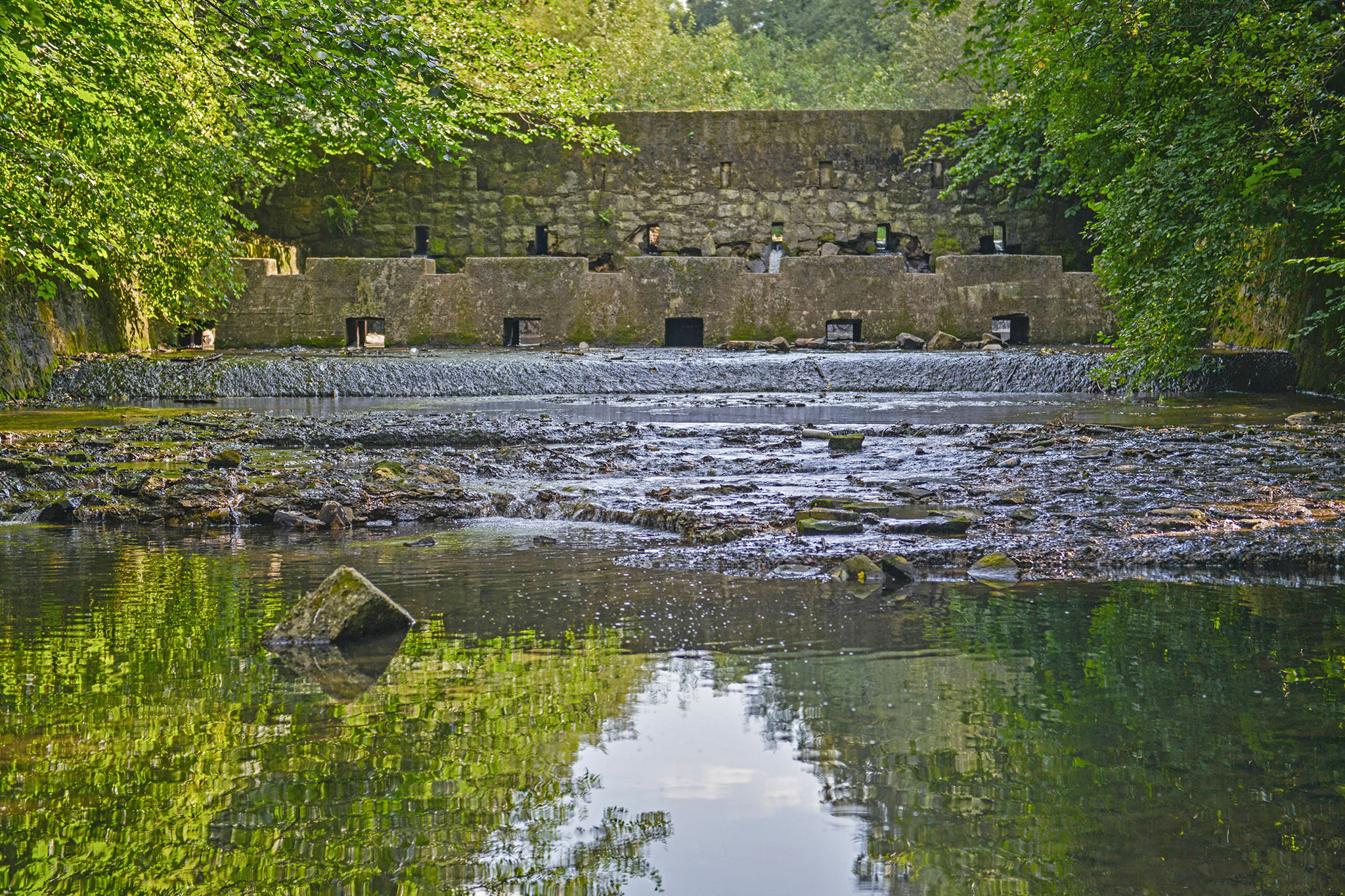
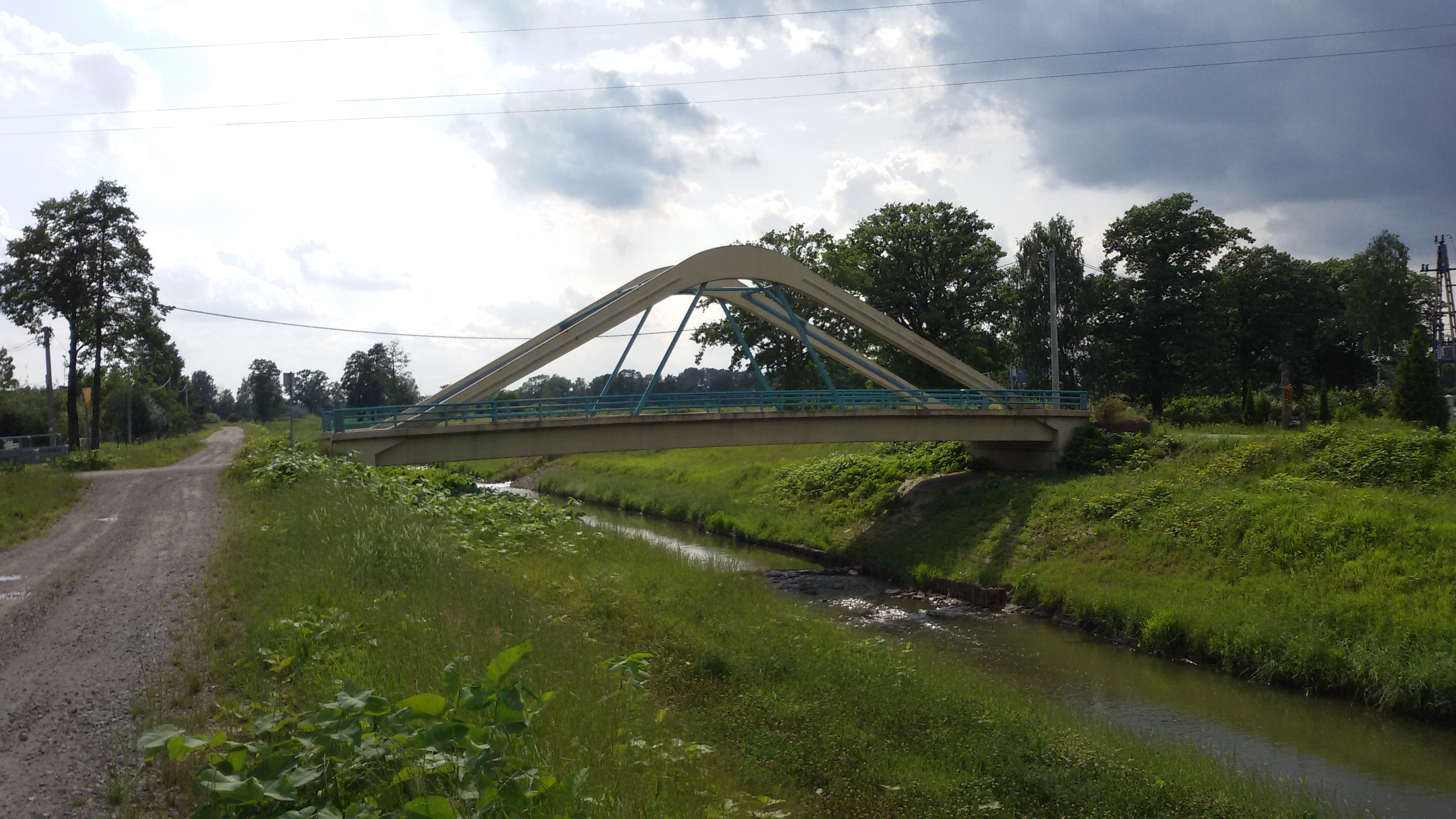
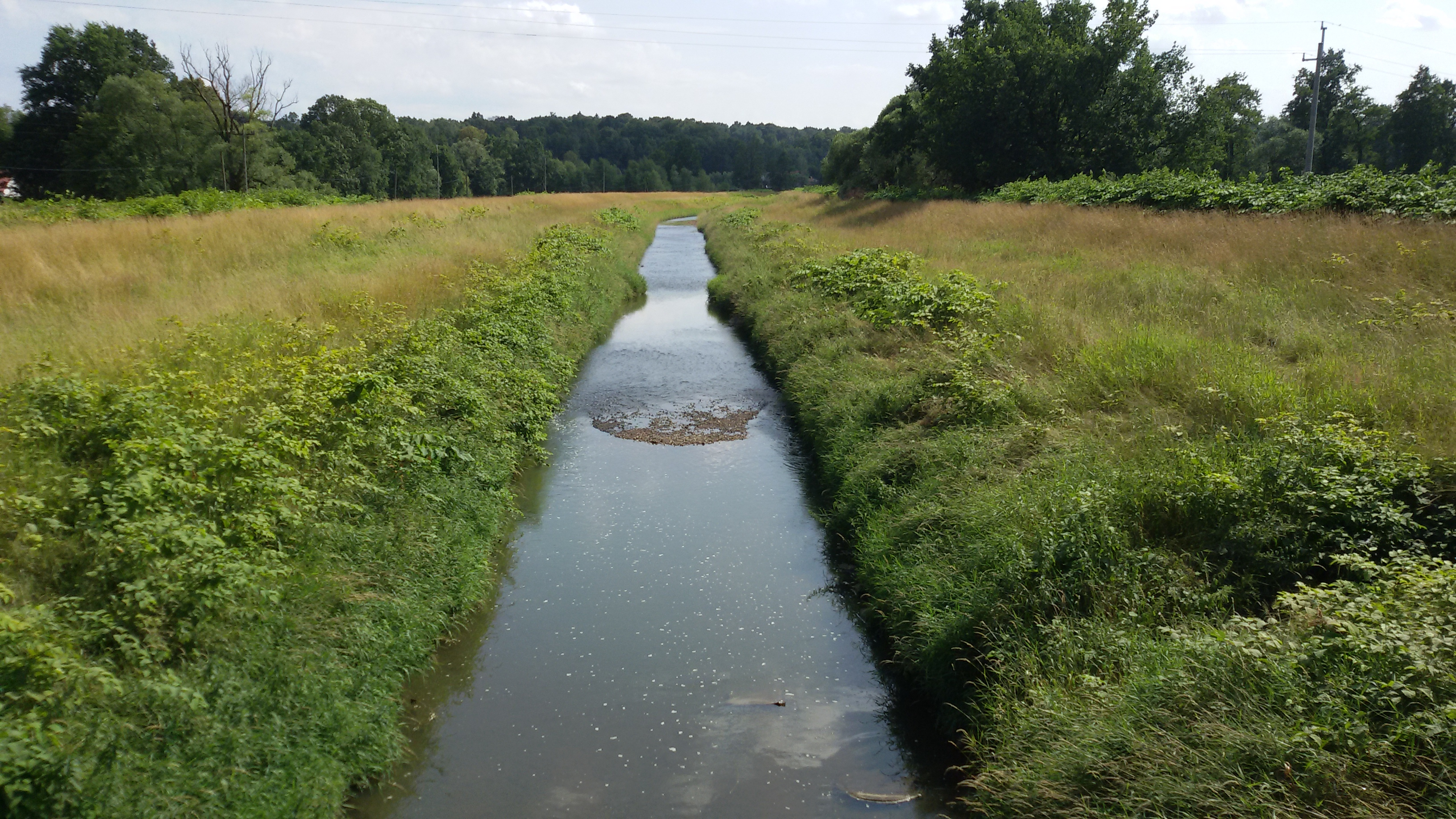
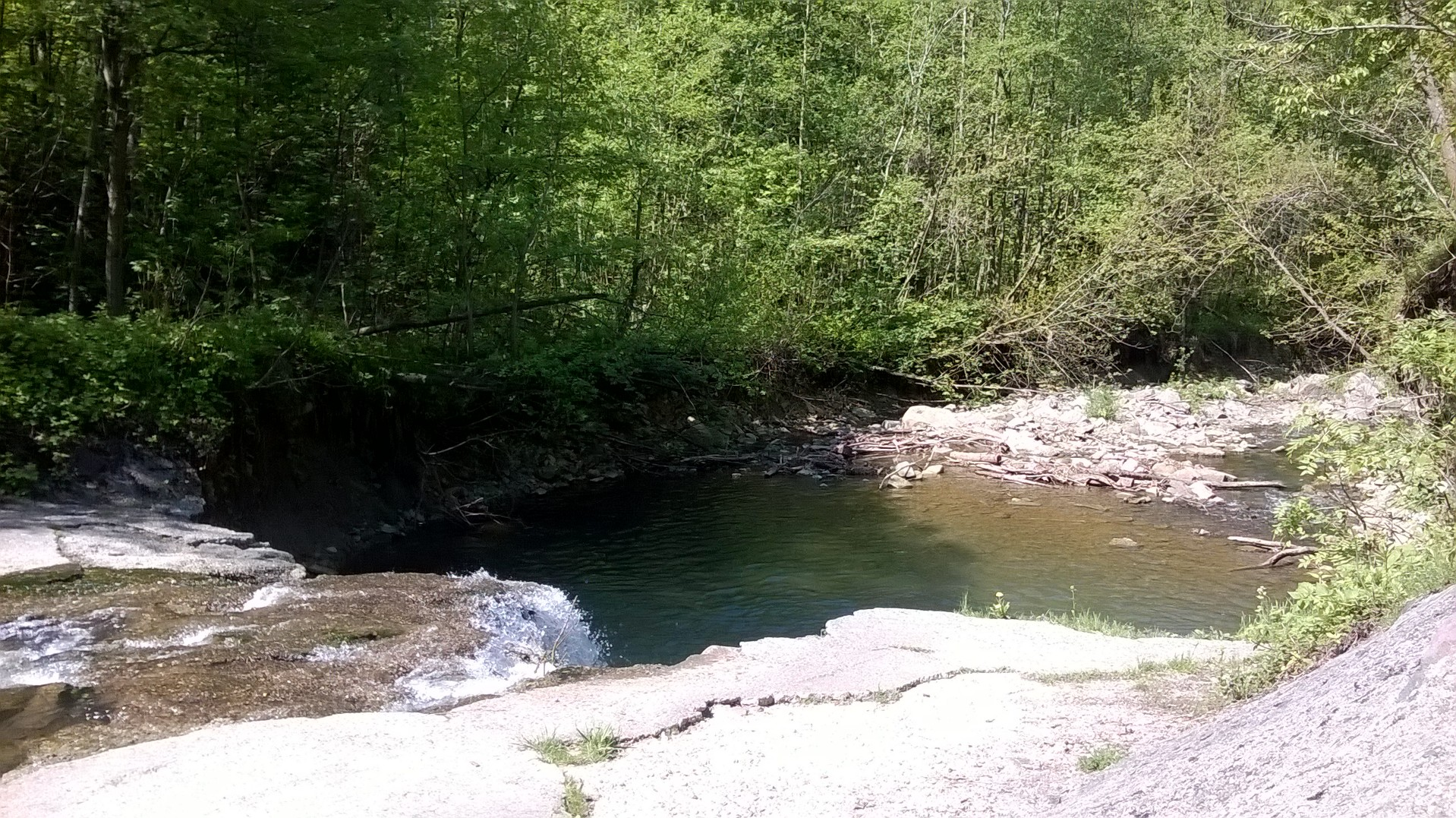
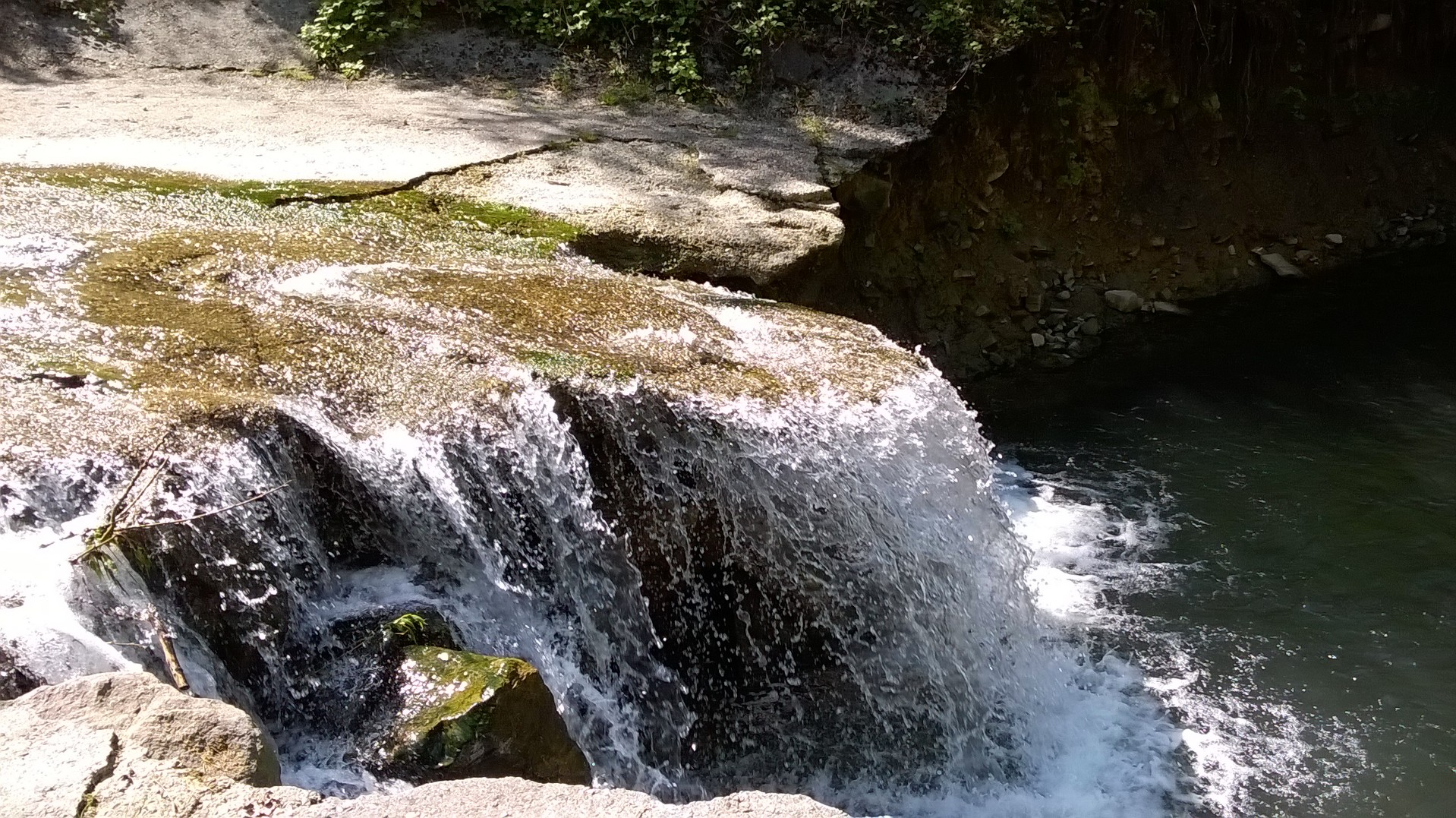